# Molophilus indivisus
Molophilus indivisus là một loài ruồi trong họ Limoniidae. Chúng phân bố ở miền Australasia.